# Joan Guirado
Joan Guirado (La Canya (La Garrotxa), 1990) és un periodista, sindicalista i escriptor català.
Ha estat protagonista de diverses polèmiques. Al juny del 2013, quan treballava per Nació Digital, va tenir un enfrontament amb la Policia Nacional durant el partit de futbol UD Almeria vs Girona FC. Segons la denúncia policial, Guirado va insultar els agents amb les següents paraules: "Policia espanyola de merda, em cago en tots els espanyols, a veure si marxem d'una puta vegada". La policia va pendre nota de les dades del periodista i el va denunciar per infringir la llei contra la violència, el racisme, la xenofòbia i la intolerància a l'esport. Li van imposar una multa de 4.000 euros -que es va negar a pagar i Hisenda li va embargar els comptes- i li van prohibir entrar a qualsevol recinte esportiu durant un any. Per pagar la multa, va demanar la col·laboració ciutadana.
Però la polèmica més gran la va protagonitzar al 2016, quan la CUP es va negar a investir Artur Mas com a President de la Generalitat. Quan va saber la notícia, Guirado va escriure un tuit titllant la diputada de la CUP, Anna Gabriel, de "puta traïdora". Concretament, el tuit deia: "Mireu-la, sí, és ella. Puta traïdora" amb una foto de Gabriel. Una declaració que va aixecar múltiples crítiques, entre les quals, la de l'alcaldessa de Barcelona, Ada Colau. Després, va esborrar el tuit i va demanar disculpes. No obstant això, va haver de dimitir com a membre de la direcció de la UGT i va haver de deixar les col·laboracions amb El Periodico de Catalunya. Guirado, per cert, va intentar apuntar-se a la CUP d'Olot per si podia participar en els debats i condicionar la seva posició i fer-la favorable a la investidura d'Artur Mas, però va fracassar per manca de suport del nucli de la CUP d'Olot.
A més, el 2017, durant l'acte de celebració de l'ascens del Girona FC a primera divisió, Joan Guirado va gastar-se més de 500 euros d'una targeta bancària que no era seva. Una treballadora municipal va denunciar als Mossos que li havia desaparegut la targeta del banc i que havia descobert que algú l'estava fent servir per fer pagaments. Els Mossos van obrir una investigació i van descobrir qui en feia ús: Joan Guirado, que havia cobert com a periodista la festa del Girona FC. La policia va comptabilitzar 36 càrrecs fets amb la targeta, per valor total de 540 euros, tot i que cap dels pagaments superava els 20 euros, de manera que l'usuari no havia de fer servir el pin.Guirado va assegurar que si hagués tingut identificació personal "l'hauria retornat" però que, en no constar-hi cap nom, va considerar que era el mateix que haver trobat diners en efectiu.